# 야마모토 히로시 (작가)
야마모토 히로시(일본어: 山本 弘 야마모토 히로시[*])는 일본의 SF, 판타지 작가이자 게임 디자이너이다. 교토부 출신. 교토 시립 라쿠요 공업 고등학교 전자과졸업. 도 학문 회장으로 알려져 있다. 山本 弘이란 이름은 필명이지만 본명도 읽는 방법이 같으며 한자가 다르다. 일본SF작가클럽 회장.

## 인용
1. ↑  기상천외 1977년 8월호에 의하면 〈네오 눌〉주최자인 筒井康隆의 논적인 山野浩一に似た名であることをはばかったためである
2. ↑  본명의 한자는 〈山本浩〉 (가도카와 쇼텐 《더 스니커》1995년 12월 5일 발매호 158쪽